# Arkadije
Flavije Arkadije (lat. Flavius Arcadius Augustus, grč. Ἀρκάδιος) (Španjolska, oko 377. - Konstantinopol, 1. svibnja 408.), istočnorimski car od 395. do 408. godine iz Teodozijeve dinastije. Bio je sin cara Teodozija I. Velikog, njegov suvladar od 383. godine i nasljednik u istočnom dijelu Carstva od 395. godine. Njegov brat Honorije zavladao je nakon očeve smrti zapadnim dijelom Carstva i time je Rimsko Carstvo definitivno bilo podijeljeno na istočno i zapadno, zbog čega se često Arkadija smatra prvim bizantskim carem.

## Životopis
U mladosti je bio suvladar svojega oca, cara Teodozija I., a poslije njegove smrti preuzeo je vladavinu nad istočnim dijelom Carstva, dok je uprava nad zapadnom polovicom Carstva pripala njegvom bratu Honoriju. Arkadije je bio slab vladar i za njegove vladavine Carstvom su upravljali njegovi savjetnici Rufin, Eutropije i Gainas, zapovjednik gotskih odreda, dok je jak utjecaj na upravu imala i carica Eudoksija.
Tijekom vladavine Teodozijevih sinova, dvije najmoćnije osobe bile su Stilihon, general Zapadnog Rimskog Carstva i Rufin, državnik Istočnog Rimskog Carstva. Stilihon je imao namjeru proširiti svoje ovlasti koje mu je dao Teodozije I. i na istočnu polovicu Carstva, zbog čega je za vrijeme vizigotske prijetnje nastao sukob između Stilihona i Rufina koji je završio Rufinovim ubojstvom nakon kojeg je za pomoćnika cara Arkadija postavljen eunuh Eutropije. Unatoč sukobu sa Stilihonom, Eutropije je 397. godine pozvao Stilihona u pomoć protiv vizigotskog vladara Alarika. Međutim, jer je pobjegao zapadnorimskim trupama, Stilihon je na Istoku proglašen za državnog neprijatelja, a Alarik je podmićen i postavljen za vojnog zapovjednika Balkana.
Kako bi naštetio Zapadu, Eutropije je podržao pobunu Gilda, vojnog zapovjednika u Africi koji se pobunio protiv zapadnog dijela Carstva i pridružio Istoku. Stilihon je diplomatskim nastojanjima razriješio taj sukob i uspio nagovoriti Arkadija da smjeni Eutropija i protjera ga u izgnanstvo. Novi carev savjetnik u Carigradu postao je 400. godine Stilihonov čovjek Gainas, a nakon šest mjeseci taj položaj zauzela je Arkadijeva supruga Aelija Eudoksija.
Godine 402. car Arkadije imenovao je svoga jednogodišnjeg sina Teodozija svojim suvladarom. Sljedeće godine carica Eudoksija nagovorila je vizigotskog kralja Alarika da napadne Italiju, ali ga je Stilihon uspio natjerati na uzmak. Godine 404. carica je umrla, a upravu nad Carstvom, u ime cara Arkadija, preuzeo je pretorijanski prefekt Antemije.